# Stefan Vladislav
Stefan Vladislav, (kyrkslaviska: Стѣфань Владиславь) född 1198, död 1264, var Serbiens regent från 1234 till 1243.